# Grigorij Panin
Grigorij Walerjewicz Panin, ros. Григорий Валерьевич Панин (ur. 24 listopada 1985 w Karagandzie, Kazachska SRR) – rosyjski hokeista pochodzenia kazachskiego.

## Kariera
- Łada 2 Togliatti (2002-2004)
  -  CSK WWS Samara (2003-2004)
- Łada Togliatti (2004-2007)
- Ak Bars Kazań (2007-2014)
- CSKA Moskwa (2014-2017)
- Saławat Jułajew Ufa (2017-)

Od 2007 zawodnik Ak Barsa Kazań. W październiku 2013 został zdyskwalifikowany na 11 spotkań po faulu na zawodniku drużyny przeciwnej. Od czerwca 2014 zawodnik CSKA Moskwa. W czerwcu 2015 przedłużył kontrakt o dwa lata. Po ostatnim meczu CSKA w fazie play-off sezonu KHL (2016/2017) decyzją Komisji Dyscyplinarnej KHL został ukarany karą łączną ośmiu meczów dyskwalifikacji, jako konsekwencji dwóch fauli na zawodnikach Łokomotiwu Jarosław 18 marca 2017, w których poszkodowani byli Maxime Talbot i Brandon Kozun. Od lipca 2017 zawodnik Saławatu. W marcu 218 przedłużył kontrakt o trzy lata.

## Sukcesy
Reprezentacyjne
- Srebrny medal mistrzostw świata juniorów do lat 20: 2005

Klubowe
- Srebrny medal mistrzostw Rosji: 2005 z Ładą
- Puchar Kontynentu: 2006 z Ładą, 2008 z Ak Barsem Kazań, 2015 z CSKA Moskwa
- Złoty medal mistrzostw Rosji: 2009, 2010 z Ak Barsem Kazań
- Puchar Gagarina: 2009, 2010 z Ak Barsem Kazań
- Puchar Otwarcia: 2009 z Ak Barsem Kazań
- Puchar Kontynentu: 2015 z CSKA Moskwa
- Brązowy medal mistrzostw Rosji: 2015 z CSKA Moskwa

Klasyfikacje
- KHL (2008/2009):
  - Pierwsze miejsce w klasyfikacji minut kar w fazie play-off: 69
- KHL (2011/2012):
  - Szóste miejsce w klasyfikacji minut kar w fazie play-off: 120
- KHL (2015/2016):
  - Drugie miejsce w klasyfikacji minut kar w fazie play-off: 56
- KHL (2016/2017):
  - Pierwsze miejsce w klasyfikacji minut kar w fazie play-off: 56
- KHL (2017/2018):
  - Najlepszy obrońca - ćwierćfinały konferencji[9]
  - Trzecie miejsce w klasyfikacji strzelców wśród obrońców w fazie play-off: 3 gole
  - Pierwsze miejsce w klasyfikacji wykonanych uderzeń ciałem w fazie play-off: 44
- KHL (2018/2019):
  - Piąte miejsce w klasyfikacji minut kar w fazie play-off: 38
- KHL (2019/2020):
  - Piąte miejsce w klasyfikacji wykonanych uderzeń ciałem w sezonie zasadniczym: 124
- KHL (2021/2022):
  - Drugie miejsce w klasyfikacji minut kar w fazie play-off: 61